# Шахи острова Льюїс

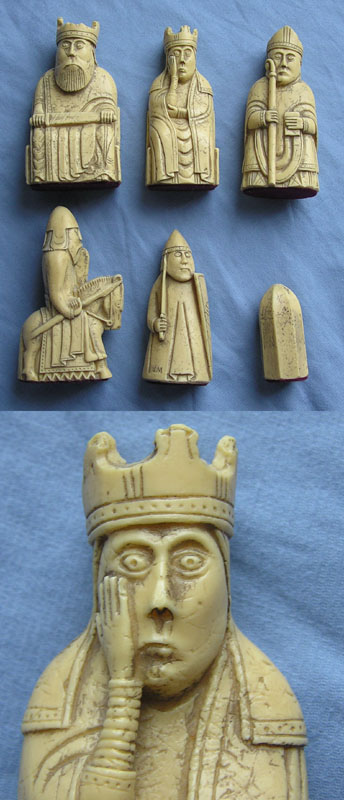
Шахи з острова Льюїс. Верхній ряд: Король, Ферзь, Слон; нижній ряд: Кінь, Тура, Пішак, внизу збільшена репродукція ферзя

Шахи острова Льюїс — 78 середньовічних шахових фігур з моржового ікла, виявлені в 1831 на березі затоки Уйґ на острові Льюїс (група островів Зовнішні Гебриди біля берегів Шотландії) разом з 14 шашками для гри типу нард і пряжкою для паска. Припускають, що «фігурки використовували не тільки для шахів, але і для гри в гнефатафль (hnefatafl)».

## Історія
Їх виробили в XII столітті норвезькі різьбярі, ймовірно, з Тронгейма, де було знайдено схожі артефакти. Також є думки, що шахи могли виробити в Британії чи Ісландії. У той час Зовнішні Гебриди (до яких належить Льюїс) входили до складу земель норвезької корони.
Знайдено 8 королів, 8 ферзів, 16 слонів, 15 коней, 12 тур і 19 пішаків. Окремі фігурки відрізняються одна від одної виглядом, оздобою і величиною (нема двох однакових).
Після опублікування знахідки 11 шахових фігур придбала приватна особа і згодом вони увійшли до фондів Національного музею Шотландії . Решта 82 предмети (67 шахових фігур, шашки і пряжка) зберігаються в фондах Британського музею.
Обговорюють питання про тривале експонування фігур у шотландських музеях .
Нещодавно знайдено туру, яку придбали власники за 5 фунтів у Шотландії й лише згодом її належно оцінили фахівці. Знахідку продали за 735 тисяч фунтів стерлінгів  на аукціоні Sotheby's в липні 2019 року.
Шахові артефакти з острова Льюїс неодноразово відтворювали у сувенірних шахових наборах, вони фіґурували у п'єсах і фільмах.

## У кіно
- Екранізація п'єси «Вбивство у соборі» (англ. Murder in the Cathedral) Томаса Еліота
- Deadlier Than the Male, 1967
- Гаррі Поттер і філософський камінь, 2001